# Schorbus
Schorbus, niedersorbisch Skjarbošc, ist ein Ortsteil der Stadt Drebkau im Landkreis Spree-Neiße (Brandenburg). Schorbus war bis 2001 eine selbstständige Gemeinde.

## Geographie
Der (Kern-)Ort Schorbus liegt rund fünf Kilometer nordöstlich von der Kern-Stadt Drebkau. bzw. rund neun Kilometer südwestlich von der Innenstadt von Cottbus. Zu Schorbus gehören die Gemeindeteile Auras, Klein Oßnig sowie die Wohnplätze Alte Ziegelei, Oelsnig, Reinpusch und Schorbus Ausbau. Mit den Eingemeindungen von Auras, Klein Oßnig und Oelsnig wurden auch die früheren Gemarkungen und Gutsbezirke von Auras, Klein Oßnig und Oelsnig mit der Gemarkung Schorbus vereinigt. Das mittelalterliche Dorf Reinpusch fiel schon im Spätmittelalter wüst und wurde um 1700 als Vorwerk von Schorbus wieder aufgebaut.
Die ursprüngliche Gemarkung von Schorbus (inkl. Reinpusch) grenzte im Norden an Klein Oßnig und Groß Gaglow, im Osten an Harnischdorf und Oelsnig, im Süden an Auras und im Westen an Leuthen. Der Ortskern liegt auf 90 m ü. NHN. Die höchste Erhebung ist der Pflanzenberg mit 120 m ü. NHN, der tiefste Punkt bei etwa 84 m ü. NHN.
Der Kernort ist über die B 169 gut zu erreichen, die westlich am Ortskern vorbei führt. Die abzweigende L 521 führt in den Ort hinein. Der größere Teil der örtlichen Bebauung ist entlang dieser Straße aufgereiht. Ein weiterer Schwerpunkt der Bebauung liegt nordöstlich des alten Ortskern entlang der Straße der Jugend. Westlich am Ortskern verläuft der Leuthener Hauptgraben, der die von Osten kommenden Streinberggraben und Piepersgraben Schorbus aufnimmt.

## Geschichte
Schorbus wurde am 14. Mai 1350 erstmals urkundlich erwähnt (als Scorbus). Spätere Schreibweisen sind Schorbst (1498), Schorbeß (1501), Schorbisch (1513), Schorbuß (1515) und Scharbus (1533). Der Name leitet sich wahrscheinlich von einem Personennamen ab, zu aso. Skorbuš, Ort des Skorbuch. Die ursprüngliche Dorfstruktur ist kaum mehr zu erschließen. Rudolf Lehmann vermutet ein Sackgassendorf.

### Besitzgeschichte bis 1900
1350 wird der Priester von Schorbus, aber ohne Namen, in einer Urkunde des (Weih-)Bischofs Gaufried von Carpentras als päpstlicher Commissarius genannt. In einer Urkunde vom 15. Januar 1495 werden die Brüder Caspar und Heinrich von Birckholtz zu Schorbicz genannt. Heinrich hatte 1498 ein Darlehen von 15 Schock Groschen beim Rat der Stadt Cottbus aufgenommen, für das er dem Altaristen des Altars St. Erasmus in Cottbus Gregorius Molner oder dessen Nachfolgern 1 Schock Groschen gab. Am Dienstag nach Galli huldigten Caspar, und Heinrich Bercholtz zu Scherbitz dem neuen brandenburgischen Kurfürsten Joachim I. und dem brandenburgischen Markgrafen Albrecht. Vermutlich ist Heinrich (I.) vor 1511 gestorben, denn 1511 wird ein Caspar von Birckholtz zu Schorbus genannt, der ein Sohn und Erbe Heinrichs (I.) war. Caspar (I.) von Birckholtz starb wohl ohne Leibeserben.
1513 musste ein Heinrich von Birckholtz, es kann sich nur um einen weiteren Sohn von Heinrich I. handeln, ein weiteres Darlehen auf Wiederkauf, diesmal in Höhe von 5 Schock Groschen aufnehmen, für das er dem Altaristen der Schützen zu Cottbus, Bartholomäus Briesen einen halben Schock Groschen geben musste. Am 18. November 1515 erlaubte Heinrich (II.) von Birckholtz seinen Afterlehnleuten Hans Crüger und Hans Kochmann den Verkauf von Zinsen an den Cottbuser Altaristen. 1517 war Caspar (II.) von Birckholtz Schöffe in Cottbus. Montags Vigilia Johannis Baptiste Am 24. Oktober 1527 erhielten die Brüder Caspar und Heinrich von Birckholtz das benachbarte Oelsnig, ein Lehn der Krone Böhmens, vom Landvogt der Niederlausitz zu einem gesamten, brüderlichen Lehen. 1533 empfing Heinrich von Buckholtz zu Scharbus nach dem Tod seines Bruders Caspar die brüderliche Lehn. Caspar war anscheinend ohne Leibeserben gestorben. Am Tag Christi Himmelfahrt 1536 wurde Heinrich (II.) von Birckholtz mit dem Dorf Schorbus mit Rittersitz und der Mühle sowie mit den Dörfern Stradow und Lindchen. Weiter war in der Lehn enthalten die wüste Dorfstätte Reinpusch mit sechs freien Hufen und freier Trift, das Kirchlehn von Schorbus und den obersten und niedersten Gerichten in Schorbus sowie das Dorf Bahnsdorf belehnt. Am 8. August 1538 erhielt er einen Lehenbrief über Oelsnig, auch das Dorf Oelsnig besaß er nun allein. Heinrich (II.) ist vor 1546 gestorben und hatte die Söhne Heinrich, Caspar und Wolf hinterlassen. Zwei der drei Brüder waren, in neudeutsch umgesetzt, in einen Raub und eine räuberische Erpressung verwickelt. Im Herbst 1546 überfielen Wolf und Caspar (III.) von Birckholtz und andere Mitgesellen ohne förmliche Fehdeerklärung den Abt des Klosters Paradies bei Meseritz, Matthäus, der sich auf der Heimreise befand, in der Nähe von Schorbus. Sie nahmen ihm alle Habseligkeiten, auch den Wagen und die Pferde ab, und hielten ihn 14 Tage gefangen. Er konnte schließlich durch Cottbuser Bürger befreit werden und nach Hause reisen. Die polnische Regierung forderte vom Kurfürsten die Bestrafung der Straßenräuber. Auf Fürsprache des Bischofs von Posen kamen sie aber relativ glimpflich davon, mussten aber die geraubten Sachen zurückgeben und 800 Gulden Schadenersatz leisten. Ihre Güter wurden beschlagnahmt und so lange unter Aufsicht gestellt, bis die Summe von 800 Gulden samt Zins und Zinseszins beglichen war. 1551 verkaufte Caspar (III.) seinen Anteil an Schorbus an die Brüder Christoph und Caspar von Zabeltitz auf Hänchen. Sie waren die Söhne des Caspar von Zabeltitz auf Illmersdorf. Seine Brüder Wolf und Heinrich III. von Birckholtz gaben am 8. Juni 1551 ihr Einverständnis zum Verkauf. Wolf behielt sich aber eine Wiese vor, die er bei der brüderlicher Teilung allein bekommen hatte, freilich gegen Bezahlung von 150 Talern. 1552 veräußerte auch Heinrich seinen Anteil an Schorbus an die Brüder von Zabeltitz. Auch Wolf verkaufte schließlich seinen Anteil kurz darauf. Nur zwei Jahre später 1554 verkauften die beiden Brüder von Zabeltitz Schorbus mit dem Rittersitz und Vorwerk an Caspar Burggraf von Dohna auf Straupitz, der schon vorher von Christoph von Zabeltitz Auras gekauft hatte. Diese letzteren Verkäufe waren auf Wiederkauf, denn 1563 kauften die Brüder Christoph und Caspar von Zabeltitz Schorbus und Auras wieder zurück. Um 1565 waren sogar die von Birckholtz kurz wieder Besitzer von Schorbus (oder die folgende Urkunde wiederholt irrtümlich ältere Verhältnisse). 1565 mussten nämlich die Birckholtzer zu Zschorbst zweieinhalb gerüstete Ritterpferde für Schorbus stellen, zusammen mit Siegmund von Kottwitz, dem ein halbes Pferd angerechnet wurde, drei Ritterpferde.
Christoph von Zabeltitz war mit Dorothea von Seyffertitz verheiratet, der er 1552 wegen des eingebrachten Ehegeldes von 600 Talern seine sämtlichen Güter verschrieb. Sein Bruder Caspar war mit Eva von Schönfeldt verheiratet; die Ehe blieb ohne Kinder. Christoph von Zabeltitz war mit Dorothea von Seyffertitz hatten die vier Söhne Christoph, Caspar (II.), Heinrich und Abraham. 1571 legte Caspar von Zabeltitz zu Schorbus die Lehnspflicht nach dem Regierungsantritt des neuen brandenburgischen Kurfürsten Johann Georg ab. 1583 musste Caspar von Zabeltitz wegen Schorbus ein Ritterpferd stellen, das als wolgerust bewertet wurde. Ob es sich bei diesem Caspar noch um den Bruder des Christoph handelt wie Houwald annimmt oder schon um den Sohn des Christoph ist nicht sicher zu entscheiden. 1591 starb jedenfalls dieser Caspar ohne Leibeserben und seine Güter fielen an den Neffen oder Bruder Heinrich.
Heinrich von Zabeltitz war mit einer Anna von Muschwitz verheiratet. Sie brachte immerhin 2.000 Taler Ehegeld mit in die Ehe und hatte weitere 3.000 Taler an Vater- und Muttererbe erhalten. Am 11. Mai 1597 verkaufte dieser Heinrich von Zabeltitz Schorbus und Auras mit den beiden Rittersitzen, der Mühle in Schorbus, der wüsten Dorfstätte Reinpusch mit Äcker, Hufen und Triften für 8.000 Taler an Caspar von Loeben aus dem Hause Kurtschow (Landkreis Crossen (Oder)). Auch das benachbarte Oelsnig hatte Heinrich schon an den Caspar von Loeben verkauft, der darüber am 19. September 1595 den Lehnbrief erhalten hatte. Caspar von Loeben war mit einer NN von Zabeltitz verheiratet und Schwager (Eidam) des Heinrich von Zabeltitz. Einschränkend wurden beim Verkauf von Schorbus eine Hypothek von 4.000 Gulden auf dem Gut als Sicherheit für Anna von Muschwitz belassen. Sie starb 1616, Heinrich ist vor 1625 verstorben.
Aus der Ehe von Caspar von Loeben mit der NN von Zabeltitz entsprossen drei Söhne namens Christian, Maximilian und Wolf George. Die Tochter Marianne heiratete 1619 den Heinrich von Muschwitz auf Petershayn, und nach dessen Tod den Siegmund von Pflugk in Meißen. Caspar von Loeben ist dann vor 1613 gestorben, denn 1613 wurden seine drei Söhne mit den väterlichen Gütern belehnt.

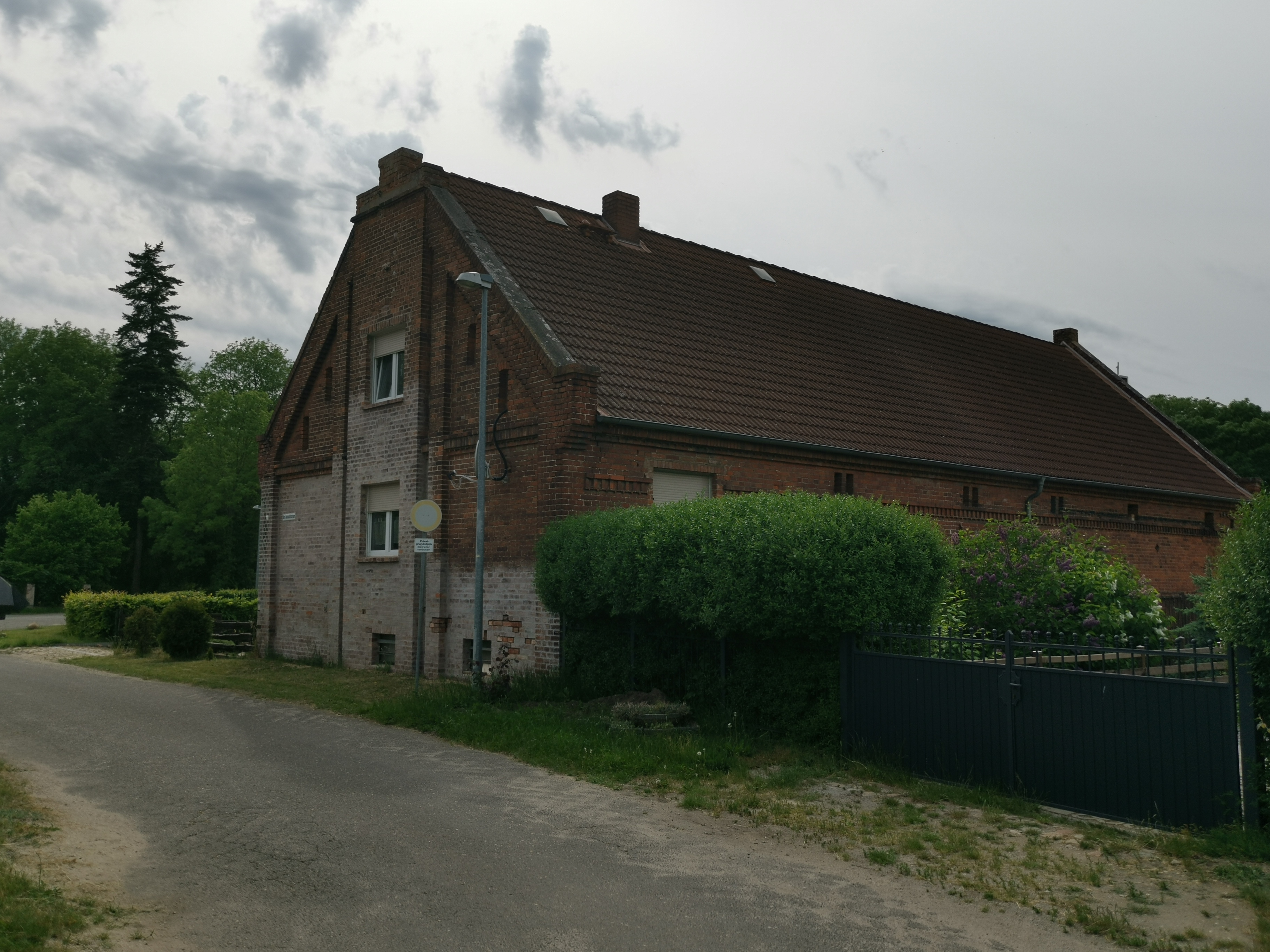
Teil der Gutsanlage

In der brüderlichen Teilung erhielt Wolf Georg das Gut Schorbus und Auras allein. Wolf George von Loeben auf Schorbus und Auras war mit Anna Margaretha von Kracht verheiratet. Von Pfingsten 1639 datiert eine Ehestiftung des George von Loeben auf Schorbus und der Anna Margaretha von Kracht, Tochter des Ernst von Kracht auf halb Strega, Gosda und Klinge. Das Ehegeld wurde auf 2.000 Taler festgesetzt. Die Tochter Barbara des Ernst von Kracht heiratete übrigens den Sebastian von Zabeltitz auf Eichow. Eine zweite Ehestiftung 600 über Taler Ehegeld datiert von 1647. Der Dreißigjährige Krieg brachte schwere Verwüstungen über Gut und Dorf. Wolf George von Loeben meldete allein in den Jahren 1633/34 Schäden in Höhe von 990 Talern an, die er durch durchziehende kaiserliche Truppen, meist Kroaten erlitten hatte. Die Truppen erzwangen die Herausgabe von 85 Rindern zu je 6 Talern, 10 guten Pferden zu je 20 Talern, 40 Schweinen von je 2 Talern sowie Getreide und Feldfrüchte im Wert von 200 Talern. Das Gutshaus, die Stallungen, Scheunen und das Brauhaus hatten kein Dach mehr und waren baufällig. Die Schäferei war völlig zerstört, ebenso die Wassermühle. Die Wälder waren in sehr schlechtem Zustand, da fast alle Bäume geschlagen wurden, sodass nur noch Sträucher und schwaches Holz vorhanden war. Reichlich vorhanden waren noch Stubben. Die Schaftriften waren z. T. verwachsen, es gab weder Schafe noch Vieh. Von neun Bauernhöfen waren fünf nicht besetzt, von 15 Gärtnerstellen waren 5 unbesetzt. Im Dorf waren Schäden in Höhe von 652 Talern entstanden. Zur Huldigung zum Regierungsantritt des brandenburgischen Kurfürsten Friedrich Wilhelm im Jahre 1644 kam auch Caspar (von Loeben), Caspars sel. unmündiger Sohn, zu Schorbus im Cottbusischen. 1647 wird Wolf George noch auf Schorbus genannt. Das Gut war total überschuldet. Vermutlich ließ er das Vorwerk Reinpusch anlegen. Bald darauf musste er Schorbus an Rittmeister Wolf Georg von Werdeck verkaufen. Auras konnte er dagegen behaupten.
Wolf Georg von Werdeck ist 1652 als Besitzer von Schorbus genannt. Dieser hatte eine Bauernhufe zum Vorwerk gezogen, 2½ wüste Bauernhufen waren schon vor alters zum Rittergut genommen worden. Aber auch Wolf Georg von Werdeck brachte den Kaufpreis nicht auf, mit dem die auf Schorbus stehenden Schulden beglichen werden sollten. Daraufhin übernahmen die von Loebenschen Gläubiger das Gut in ihre Verwaltung und stellten es 1661 zur Versteigerung. Der kurfürstlich-brandenburgische Rittmeister Kuno Friedrich von Klitzing zu Fröhden erhielt für 8.000 Taler den Zuschlag für das Gut Schorbus mit Vorwerk Reinpusch. Er war der Sohn des Lippold Friedrich von Klitzing auf Fröhden und der Eva von Birckholtz aus dem Hause Kümmritz. Er hatte schon vor 1654 mit Sophie Sabine von Schlieben aus dem Hause Pitschen geheiratet. Er starb am 6. Mai 1674 und hinterließ vier unmündige Kinder, die Söhne Johann Friedrich, Kuno Erdmann und Christoph Albrecht sowie die Töchter Hedwig Elisabeth und Erdmute Sophie. Zum Vormund der Kinder wurde der Bruder der Witwe Erdmann von Schlieben bestellt. Sophie Sabine von Schlieben starb am 13. Dezember 1678.
Nach dem Erreichen der Volljährigkeit übernahm Cuno Erdmann 1683 das Gut Schorbus. Er wurde am 13. August 1662 zu Schorbus geboren. Er heiratete in erster Ehe Anna Dorothea von Kyau, die 1683/4 gestorben ist. In zweiter Ehe heiratete er 1687 Sabina Agnes von Dobschütz. Sie brachte 2.000 Taler Ehegeld mit in die Ehe. Sie starb am 4. November 1686 bei der Geburt eines toten Sohnes. In dritter Ehe vermählte er sich mit Elisabeth Sophie von Nostiz, Tochter des Hans Ulrich von Nostiz von Ruppersdorf und Oderwitz, Klostervogt im Kloster St. Marienthal und der Maria Elisabeth von Berge aus dem Hause Ottenhayn. Sie brachte 1.400 Taler Ehegeld mit in die Ehe. Das Paar hatte zehn Kinder. Vier der sechs Söhne starben als Kinder, ebenso eine Tochter. Cuno Erdmann von Klitzing starb am 18. November 1710 in Schorbus. Elisabeth Sabine von Nostiz verschied am 1. April 1745.
1712 folgte der am 8. Dezember 1690 in Schorbus geborene Sohn Gottlob Leopold auf Schorbus nach. Gottlob Leopold von Klitzing war Erbherr auf Schorbus und Fröhden bei Jüterbog, und königlich-preußischer Landeshauptmann der Ämter Cottbus und Peitz. 1715 trat Gottlob Leopold von Klitzing in die Cottbuser Schützengilde ein. Er heiratete am 28. Juni 1718 Dorothea Luise von Röbel. zwei Kinder stammen aus dieser Ehe: Charlotte Sophie (* 10. April 1719, verh. mit Hans Siegmund von Hagen) und Johanna Dorothea (* 5. April 1720). Dorothea Luise von Röbel starb am 13. April 1720 kurz nach der Geburt ihres zweiten Kindes. Am 13. Mai 1721 heiratete er in zweiter Ehe Christiane Luise von Thielau (* 5. September 1702) aus dem Hause Croitsch (Schlesien). Aus dieser Ehe stammen Christian Gottlob (* 12. April 1722; † 14. Februar 1740), Friederike Erdmuthe (* 13. Mai 1723, verh. am 2. Mai 1759 mit Joachim Siegmund von Gladis zu Klein Oßnig), Johann Kuno Eberhard (* 27. April 1724, † 6. Mai 1724), Eleonore Juliane (* 6. Juni 1725, verh. mit NN von Besser), Gottlob Leopold (* 3. September 1726; † 18. Mai 1757 an einer Verwundung aus der Schlacht bei Prag), Carl (Karl) Cuno Friedrich (Ludwig) von Klitzing (* 28. März 1728; † 14. Januar 1785 in Graudenz), Christiane Louise Tugendreich (* 1. Mai 1759), Anton Erdmann (* 17. Juni 1730; † 3. September 1730), Auguste Henriette (* 13. November 1731), Caroline Judith (* 13. Mai 1733; † 20. Mai 1733), Anton Wilhelm (* 15. März 1735, Königlich-Preußischer Premierlieutenant, Johann Adolf (* 10. August 1738); † 22. August 1739), Friedrich Wilhelm (* 6. August 1739; † 18. Oktober 1739). Gottlob Leopold starb am 16. Mai 1748. Nach dem Tod des Gottlob Leopold 1757 teilten die zwei überlebenden Brüder Carl (Karl) Cuno Friedrich von Klitzing und Anton Wilhelm von Klitzing das Gut Schorbus unter sich auf.
Der Offizier Carl (Karl) Cuno von Klitzing war so Erbherr auf Schorbus, Reinpusch und Anteil Fröhden, er war zuletzt königlich-preußischer Generalmajor, Chef eines Füsilier-Regiments und Kommandant von Graudenz. Er war mit Johanna Charlotte Wilhelmine Regina von Wangelin, Tochter des (Barons) Karl Moritz von Wangelin, Landrat des Luckenwaldeschen Kreises und der Susanna Eleonora de Bodt, Tochter des Architekten Jean de Bodt, verheiratet. Das Paar hatte zwei Töchter: Adolfine Susanne Luise Caroline Jeannette und Philippine Eleonore. Carl Cuno von Klitzing starb 1786 in Graudenz. Seine Witwe heiratete in zweiter Ehe 1791 seinen Bruder Anton Wilhelm von Klitzing. Der Historiker Christian Gulde gibt für 1784 die Gebrüder von Klitzing als Besitzer von Schorbus an.
Die Tochter Adolfine Susanne Luise Caroline Jeannette heiratete in erster Ehe den Geheimen Kriegsrat Christian Wilhelm von Werdeck, von dem sie sich wieder scheiden ließ. Werdeck kaufte 1795 das Rittergut Bathow im Calauischen Kreis. Aus dieser Ehe stammte der spätere Erbe Adolf von Werdeck. In zweiter Ehe heiratete Adolfine den später bis zum Generalfeldmarschall aufgestiegenen königlich-preußischen Offizier Karl Friedrich von dem Knesebeck aus Karwe und Tilsen. Die Tochter Philippine Eleonore blieb ledig.
Anton Wilhelm von Klitzing, der Bruder des Carl Cuno Friedrich, war damals königlich-preußischer Oberst. Er heiratete am 25. September 1791 die Witwe seines Bruders, Johanna Charlotte Wilhelmine Regina geb. von Wangelin. Allerdings starb auch er nur knapp zwei Jahre später in Landstuhl. Nach Bratring sind die Witwe des Carl Cuno Friedrich und die Witwe des Anton Wilhelm verschiedene Personen, da er sowohl die verwitwete Obristin von Klitzing und die Geheimrätin von Werdeck, geb. Klitzing als Besitzerinnen nennt. Damit erbte Johanna auch den Anteil ihres zweiten Mannes an Fröhden und Schorbus. Fröhden verkaufte sie am 18. Februar 1795 für 21.000 Taler an ihren Schwiegersohn Christian Wilhelm von Werdeck. Johanna von Klitzing geb. von Wangelin starb im für damalige Zeiten hohen Alter von 83 Jahren am 28. April 1824.
1799 übernahm Adolfine verh. von Werdeck Schorbus. Aus der Ehe ging der Sohn Adolph von Werdeck hervor. Sie ließ sich von ihrem ersten Mann scheiden. Am 7. Mai 1815 heiratete sie in Berlin den königlich-preußischen Generalfeldmarschall Karl Friedrich von dem Knesebeck (* 5, Mai 1768; † 12. Januar 1848). Die Topographisch-statistische Uebersicht des Regierungs-Bezirks Frankfurt a. d. O. gibt für 1840 als Besitzer den General der Infantrie Freiherr von dem Knesebeck an. Adolfine starb am 27. März 1844. Danach übernahm ihr Sohn Adolph von Werdeck Schorbus.

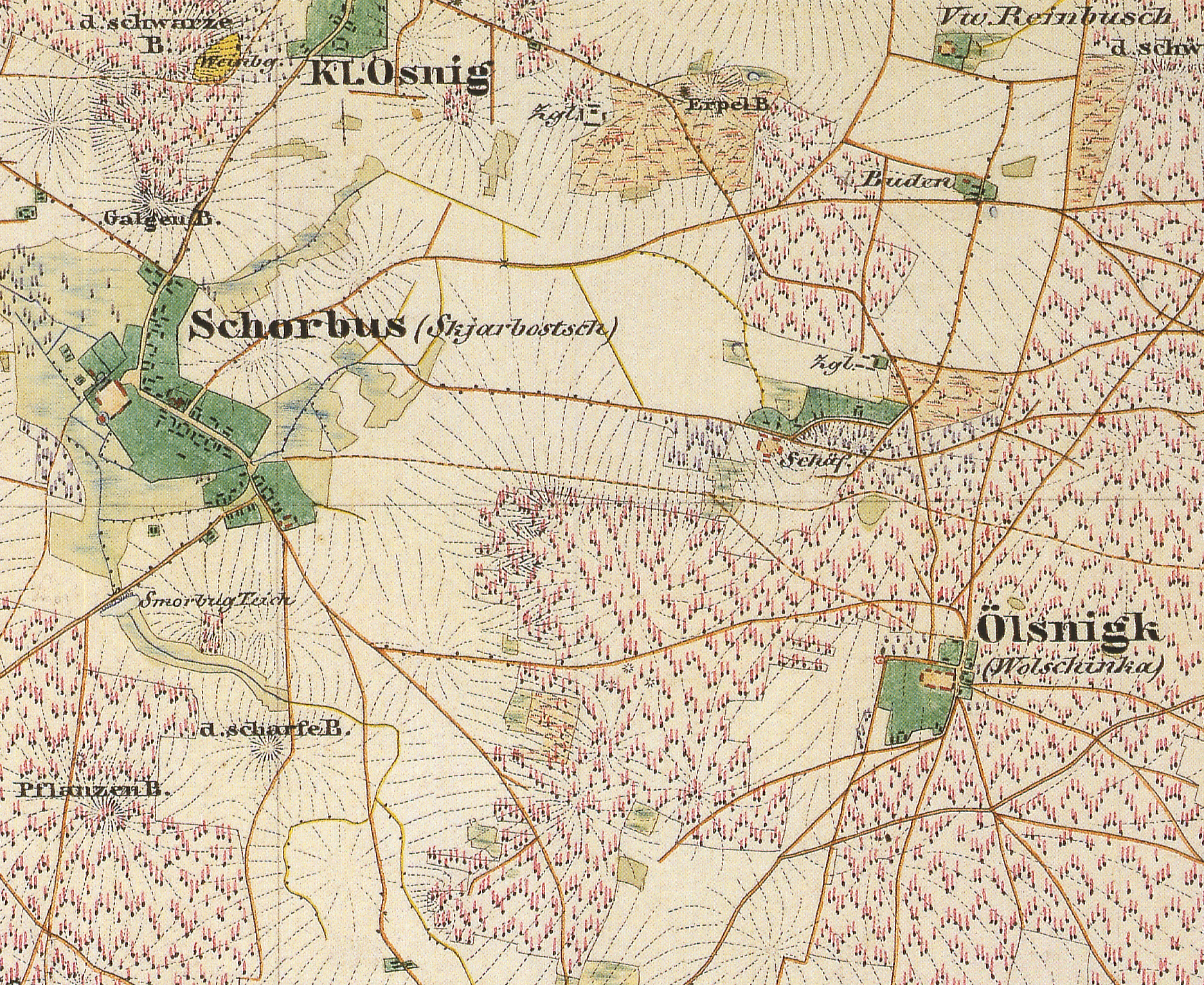
Schorbus auf dem Urmesstischblatt 4351 Drebkau von 1846 mit dem Vorwerk Reinpusch, den Buden der Ziegelei, der Schäferei und ganz am unteren Blattrand dem Ausbau Schorbus

Adolf von Werdeck war mit Elise von Grabow verheiratet. 1850 hatte das Rittergut Schorbus eine Gesamtgröße von 1208,179 Morgen, davon 750,102 Morgen Acker, 110,171 Morgen Wiesen und 296,57 Morgen Forst. Von 1858 bis 1871 war er Landrat der Kreises Cottbus. 1857 erhielt er den Roten Adlerorden 4. Klasse.    1879 werden schon die von Werdeckschen Erben als Besitzer von Gut Schorbus genannt. Die Ziegelei wird genannt. Pächter war ein Amtmann Hornung. Im Jahre 1885 führt das Handbuch des Grundbesitzes im Deutschen Reiche von 1885 Frau Elise von Werdeck geb. von Grabow als Besitzerin auf. Pächter war immer noch der Amtmann Hornung, Inspektor ein gewisser Kneisch. Für die Betreuung des Forstes war der Förster Sauberzweig zuständig. Die Gesamtgröße betrug 709 ha, davon 263 ha Acker, 41 ha Wiesen, 14 ha Hutung, 390 ha Wald und 1 ha Wasser. Der Grundsteuer-Reintrag belief sich auf 7.673 Mark. Schwerpunkt das landwirtschaftlichen Betriebes war Milchwirtschaft, Jungviehaufzucht und die Wollschäferei. Außerdem wurden Pferde der Oldenburger Rasse gezüchtet. Zum Gut gehörte auch eine Ziegelei.

### Besitzgeschichte bis 1945
Für 1896 gibt das Handbuch des Grundbesitzes im Deutschen Reiche von 1896 die Geschwister von Werdeck als Besitzer an. Auch hier ist als Pächter der Amtmann Hornung vermerkt, als Inspektor der Königliche Oberförste Tiede in Jänschwalde. Für 1903 nennt das Handbuch immer noch die Geschwister von Werdeck als Besitzer an. Pächter ist immer noch Amtmann Hornung, Inspektor ist nun der Königliche Oberförster Lach in Jänschwalde.
Auch Niekammer´s Güter-Adressbuch der Provinz Brandenburg von 1907 listet als Besitzer die Geschwister von Werdeck. Pächter ist Theodor Hornung. Auch die Ziegelei ist wieder erwähnt. Die Gesamtgröße blieb gleich. Auf dem Gut wurden 16 Pferde, 70 Stück Rindvieh, 400 Schafe und 40 Schweine gehalten.
Vor 1910 erwarb der Oberlandesgerichts-Präsident Dr. Erich Schütt das Rittergut Schorbus. Pächter blieb zunächst der Amtmann Hornung. 1914 ist als Administrator ein A. Tscheschke vermerkt. Nach dem Ersten Weltkrieg begannen er und sein Sohn zunächst mit der Saatgetreide- und Saatkartoffelvermehrung. Parallel dazu bauten sie einen Gartenbaubetrieb auf (Schütt’sche Staudenkulturen). 1923 war ein gewisser Huckauf Inspektor auf dem Gut. 1929 verkaufte Erich Schütt das Rittergut Schorbus. Bis zum 1. Juli war die Auflassung noch nicht erfolgt, d. h. die Formalitäten noch nicht abgeschlossen. Die Gesamtgröße ist nun mit 715 ha beziffert. Der Grundsteuer-Reinertrag war mit 7673 Mark gleich geblieben. Anscheinend nicht vom Verkauf betroffen waren die Schütt’schen Staudenkulturen, die den Ort Schorbus deutschlandweit bekannt machten. Eine um 1925 ausgelesene Sedum-Sorte erhielt den Namen Schorbuser Blut.
Letzter Besitzer des Rittergutes Schorbus war Gert von Oertzen (1910–1996), er besaß mehrere Güter in Deutschland, der 1945 vertrieben und enteignet wurde. Oertzen war dann beruflich als Ingenieur für Wasserwirtschaft tätig und war aktiv in der Evangelischen Kirche. Das Gutshaus wurde nach dem Krieg zum Ambulatorium umgebaut, einige Zeit sogar mit einer Entbindungsstation. Nach der Wende war es Bordell, ab 2005 im Privatbesitz. Danach wurde es nach und nach saniert.

### Dorfgeschichte
Schon um 1500 muss eine Wassermühle bei Schorbus existiert haben. Sie lag sehr wahrscheinlich an der Stelle des Smorbug-Teiches südlich des Ortskerns an einem kleinen Fließ, das am Scharfenberg entsprang. 1538 erhielt Heinrich von Birckholtz die Erlaubnis des brandenburgischen Kurfürsten, dass er anstatt der von ihm niedergelegten Wassermühle eine Windmühle bauen durfte, allerdings unter der Bedingung, dass der markgräflichen Wassermühle zu Cottbus und den dortigen Mahlgästen keinen Schaden entstünde, sprich keine finanziellen Nachteile entstünden.
1635 gehörten zum Rittergut zehn Ritterhufen. Die Bauern, deren Zahl nicht angegeben ist, bewirtschafteten 11½ Bauernhufen. Allerdings waren schon sechs Bauernhufen wüst. Von den fünf Gärtnerstellen waren drei Stellen nicht besetzt. Es gab aber eine Schmiede, und außerdem wohnte ein Schäfer im Ort.
Für das Jahr 1652 werden für Schorbus insgesamt 22 Bauern-, Gärtner- oder Büdnerstellen beschrieben. Insgesamt gab es einmal 10 Bauernstellen mit 11½ Hufen, von denen aber zwei Höfe mit 2½ Hufen schon vor alters zum Vorwerk gezogen worden waren. Ein Hof mit einer Hufe war neuerdings zum Vorwerk genommen worden und mit einem Gärtner besetzt worden. Zwei Bauernhöfe mit zwei Hufen lagen wüst. Auf Hofstelle eines wüsten Bauerngutes hatte der Junker ein neues Häuslein errichten lassen, in dem sein Ackermann wohnte. Auf der Hofstelle des anderen Bauerngutes stand noch das Haus, in dem ein Mann wohnte. Die Bauern hatten zwischen fünf und acht Scheffel Korn ausgebracht, Zwei Bauern hatten sogar drei Viertel Scheffel Weizen bzw. einen Scheffel Weizen gesät. Fast alle Bauern hatten zwei Pferde und sieben bis zehn Stück Rindvieh. Ursprünglich gab es neun Gärtnerstellen, auf einem eingezogenen Bauernhof saß nun ebenfalls ein Gärtner. Drei hatten nichts gesät, die anderen Gärtner hatten ein halben bis einen Scheffel Korn gesät. Jeder der Gärtner hielt Vieh, zwischen zwei und vier Stück. Einer der Gärtner war Drescher, ein anderer Schneider. Von den drei Büdnerstellen waren zwei wüst. Der eine Büdner war der Schmied, der auf eine Erbschmiede innehatte. Er hatte aber noch zwei Metzen Korn zum Eigenbedarf gesät und hielt drei Stück Vieh. Die Kirche war intakt und das Dorf hatte einen Pfarrer und einen Küster.
1718/19 gehörten zum Rittergut zehn Ritterhufen und 5½ angekaufte Bauernhufen. Die sechs Bauernhufen wurden von fünf Bauern bestellt, von denen einer zwei Hufen, einer 1½ Hufen, 2 eine Hufe und einer eine ½ Hufe hatte. Die elf Gärtner teilten sich 1 5/6 Kossätenhufen, davon waren sechs Gärtner neu angesetzt. Der Schmied, der Schäfer und der Hirt saßen auf Büdnerstellen. Der Acker wurde jährlich besät. 1782 wurden drei ausländische und eine inländische Familie neu angesetzt. Christian Gulde gibt für 1783 35 Feuerstellen und 229 Einwohner an.
Friedrich Wilhelm Bratring beschreibt die Sozialstruktur für 1805 wie folgt: vier Ganzbauern, zwölf Kossäten, neun Büdner, fünf Einlieger, ein Radmacher, ein Schmied und ein Förster über 350 Morgen Holz. Die Feldmark umfasste 16½ Hufen. In 42 Feuerstellen (Wohngebäude) wohnten 249 Personen.
Im Jahr 1818 wurden insgesamt 38 Feuerstellen (Wohngebäude) gezählt, in denen 230 Menschen lebten. Davon standen 33 Feuerstellen mit 204 Einwohnern im Dorf selber. Die Schorbuser Försterei mit einer Feuerstelle hatte 3 Einwohner. Die Schorbuser Schäferei und die Koloniehäuser, zählten drei Feuerstellen und hatten 18 Bewohner. In der Schorbuser Ziegelei mit einer Feuerstelle wohnten fünf Personen.
1840 wurden in Schorbus insgesamt schon 48 Wohngebäude registriert und 304 Einwohner 1854 erhielt der Geheime Regierungsrat Ernst von Werdeck Schürfscheine für die Gemarkungen Schorbus und Auras, Zum Braunkohleabbau scheint es aber nicht gekommen zu sein. In dieser Zeit wuchs Schorbus nun rasch. 1864 wurden schon 55 Wohngebäude und 368 Einwohner gezählt. Es gab sechs ausgebaute Gehöfte und eine Schäferei.
| Jahr 1783     | 1805 | 1818 | 1840 | 1852 | 1864 | 1875 | 1890 | 1910 | 1925 | 1939 | 1946 | 1950 | 1964 | 1971 | 1981 | 1991 | 2000 |
| Einwohner 229 | 249  | 230  | 304  | 354  | 368  | 446  | 422  | 369  | 396  | 362  | 529  | 508  | 444  | 385  | 595  | 548  | 736  |

### Kommunale und politische Zugehörigkeit
Das niederlausitzische Schorbus gehörte zur Herrschaft Cottbus, die 1445/55 an das Kurfürstentum Brandenburg gefallen war. Zusammen mit der ebenfalls brandenburgischen Herrschaft Peitz kam die Herrschaft Cottbus bei der Teilung der Mark Brandenburg zum Teilfürstentum Brandenburg-Küstrin und wurde der Neumark angegliedert. Aus den Herrschaften Cottbus und Peitz bildete sich im Verlauf des 17. Jahrhunderts der Cottbusische Kreis heraus. Mit dem Frieden von Tilsit musste Preußen den Cottbusischen Kreis 1806 an das Königreich Sachsen abtreten, 1813/15 wurde er wieder Preußen einverleibt. Schorbus blieb auch in der Kreis- und Provinzreform von 1816 beim Kreis Cottbus. 1952 wurde der Kreis Cottbus neu zugeschnitten, 1954 wurde die Stadt Cottbus ausgegliedert. Der verbleibende ländliche Kreis wurde nun Kreis Cottbus-Land bezeichnet. Nach der Wende wurde der Kreis in Landkreis Cottbus umbenannt. Er ging in der Kreisreform von 1993 im Land Brandenburg im Landkreis Spree-Neiße auf.
Mit der Kreisreform von 1874 wurden in Preußen Amtsbezirke geschaffen, die mehrere Gemeinden umfassten und von einem Amtsvorsteher geleitet wurden. Schorbus wurde dem Amtsbezirk 15 Wintdorf im Kreis Cottbus zugewiesen. Zum Amtsvorsteher wurde Rittergutsbesitzer von Muschwitz auf Wintdorf ernannt. Stellvertreter war Amtmann Mohrstedt in Klein Oßnig.
Zum 10. Januar 1973 wurde die benachbarte Gemeinde Auras nach Schorbus eingemeindet. Zum 1. Januar 1974 folgte Klein Oßnig. Auras und Klein Oßnig waren danach Ortsteile von Schorbus. Zum 16. Juli 1992 schlossen sich acht Gemeinden, darunter Schorbus und die Stadt Drebkau zum Amt Drebkau zusammen. Zum 31. Dezember 2001 schlossen sich die amtsangehörigen Gemeinden und die Stadt Drebkau zur neuen Stadt Drebkau zusammen. Seither ist Schorbus ein Ortsteil der Stadt Drebkau.
In Schorbus wird ein aus drei Mitgliedern bestehender Ortsbeirat gewählt. Derzeitiger Ortsvorsteher (2023) ist Frank Schätz (CDU), seine Stellvertreter sind Dietmar Horke (Ortsteile Bündnis Stadt Drebkau) und Jonas Schätz (CDU).

### Kirchliche Zugehörigkeit

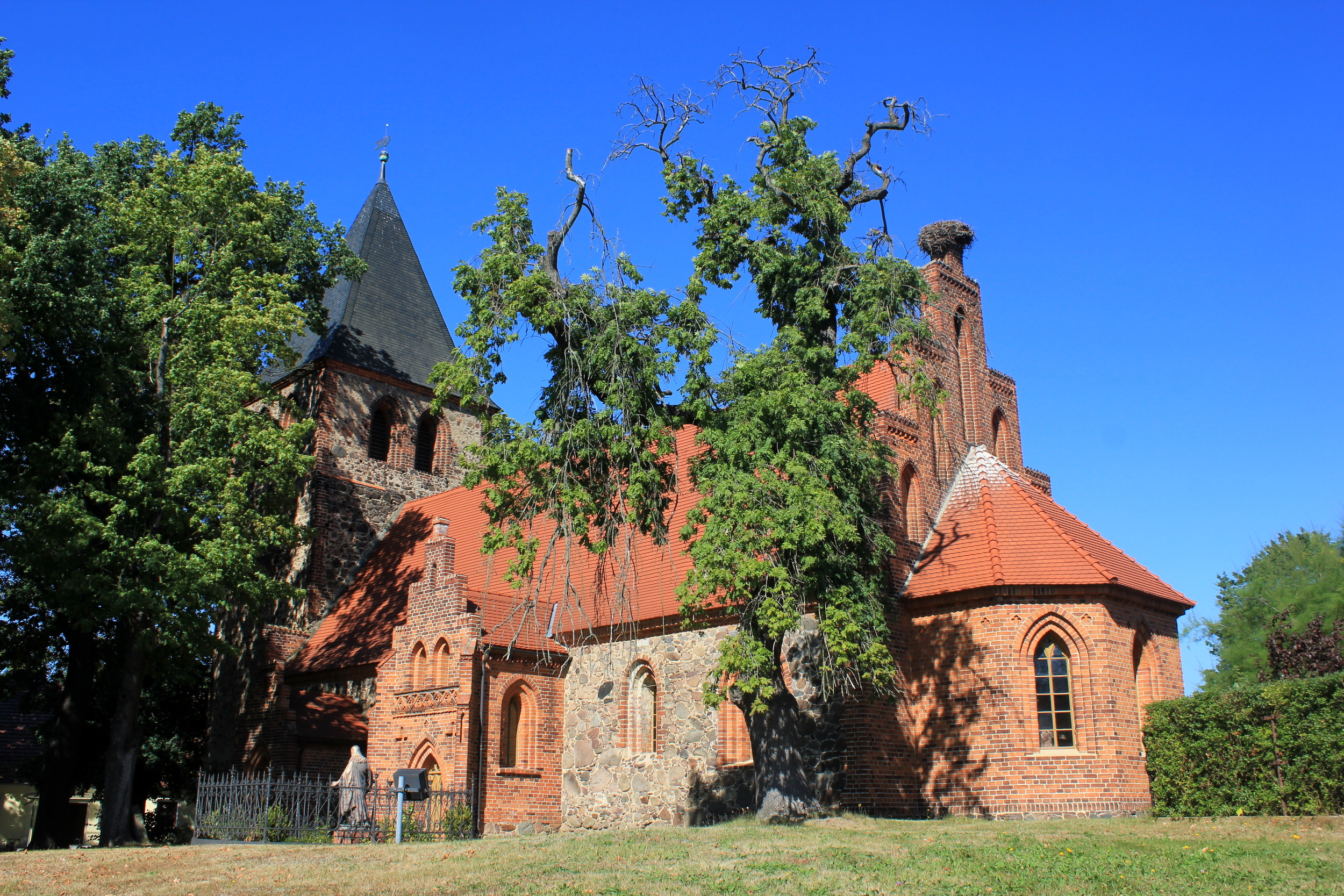
Dorfkirche Schorbus

Schorbus war Mutterkirche und gehört 1346 zum Archidiakonat Cottbus. Eingepfarrt waren Auras, Klein Oßnig, Löschen und Oelsnig. Seit dem 1. April 2002 bildet Schorbus zusammen mit Leuthen die Kirchengemeinde Leuthen-Schorbus im Kirchenkreis Cottbus.

## Denkmale und Sehenswürdigkeiten
Die Denkmalliste des Landes Brandenburg für den Landkreis Spree-Neiße listet drei Baudenkmale und ein Bodendenkmal für Schorbus auf.

### Baudenkmale
- Nr. 09125248 Am Ambulatorium 1–4, Schorbuser Straße 10, 11: Gutsanlage (Anlage und Grundriss des Gutshofes sowie Anordnung der Baukörper) mit Gutshaus, Nebengebäuden und Park. Der neobarocke Bau entstand um 1910.[55]
- Nr. 09125246 Schorbuser Straße 40: Dorfkirche mit Umfassungsmauer. Saalbau mit quadratischem Westturm in Mischmauerwerk, 14./15. Jahrhundert.
- Nr. 09125247 Straße der Jugend 5: Gedenktafel für Bogumił Šwjela

### Bodendenkmal
- Nr. 120453 Flur 3: der Dorfkern aus dem deutschen Mittelalter, und der Dorfkern der Neuzeit

## Sonstiges
Die Feuerwehr in Schorbus wurde am 5. Oktober 1923 gegründet. Im Ort ansässige bzw. gegründete Vereine sind die SG Blau-Weiß Schorbus e. V. und der Schorbuser Karneval Club e. V.

## Persönlichkeiten
- Adolphine von Klitzing (1772–1844), Jugendfreundin Heinrich von Kleists, geboren in Schorbus
- Ernst von Werdeck (1849–1905), Rittergutbesitzer und Mitglied des Deutschen Reichstags, geboren und gestorben in Schorbus
- Bogumił Šwjela (1873–1948), sorbischer Geistlicher, Sprachforscher und Publizist, Mitbegründer der Domowina, geboren in Schorbus
- Sylvia Lehmann (* 1954), Politikerin (SPD), Mitglied des Bundestags, geboren in Schorbus
- Harald Altekrüger (* 1955), Politiker (CDU), von 2003 bis 2010 Bürgermeister von Drebkau und seit 2010 Landrat im Landkreis Spree-Neiße, geboren in Schorbus
- Ralf Daubitz (* 1961), Fußballspieler, geboren in Schorbus